# NGC 502
NGC 502 ist eine Linsenförmige Galaxie vom Hubble-Typ S0 im Sternbild Fische auf der Ekliptik. Sie ist schätzungsweise 117 Millionen Lichtjahre von der Milchstraße entfernt und hat einen Durchmesser von etwa 50.000 Lichtjahren.  Vom Sonnensystem aus entfernt sich die Galaxie mit einer errechneten Radialgeschwindigkeit von näherungsweise 2.500 Kilometern pro Sekunde.
Sie gilt als Teil der 11 Galaxien umfassenden Lyons Groups of Galaxies LGG 23 unter NGC 524.
Das Objekt wurde am 25. September 1862 von dem deutsch-dänischen Astronomen Heinrich Ludwig d’Arrest entdeckt.

## Galaktisches Umfeld
| Nr. | Galaxie                   | Alternativname            | Rek           | Dek           | Distanz/asec |
| --- | ------------------------- | ------------------------- | ------------- | ------------- | ------------ |
| →   | NGC 502                   | LEDA/PGC 5034             | 01h22m55.54s  | +09d02m57.1s  | 0            |
| 1   | LEDA/PGC 212735           | NSA 129288                | 01h22m38.186s | +09d03m45.45s | 261.58       |
| 2   | LEDA/PGC 1360388          | 2MASX J01230904+0908400   | 01h23m09.103s | +09d08m39.96s | 397.44       |
| 3   | LEDA/PGC 1356608          | 2MASX J01230154+0856190   | 01h23m01.54s  | +08d56m19.0s  | 408.96       |
| 4   | LEDA/PGC 4995             | MRK 568                   | 01h22m26.65s  | +09d03m15.5s  | 428.79       |
| 5   | LEDA/PGC 87283            | WISEA J012239.70+090858.8 | 01h22m39.70s  | +09d08m58.0s  | 430.65       |
| 6   | WISEA J012225.35+090334.4 | NSA 129272                | 01h22m25.35s  | +09d03m34.4s  | 449.93       |
| 7   | LEDA/PGC 1357234          | 2MASX J01232760+0858194   | 01h23m27.62s  | +08d58m19.4s  | 550.08       |
| 8   | LEDA/PGC 1361437          | 2MASX J01224142+0912264   | 01h22m41.42s  | +09d12m26.0s  | 605.94       |
| 9   | LEDA/PGC 5023             | NSA 129305                | 01h22m54.30s  | +08d51m17.0s  | 698.29       |
| 10  | LEDA/PGC 4994             | CGCG 411-038              | 01h22m31.82s  | +09d16m53.2s  | 907.21       |
| 11  | LEDA/PGC 1360952          | 2MASX J01234841+0910379   | 01h23m48.41s  | +09d10m37.9s  | 908.19       |